# IRIS-アイリス-
『IRIS-アイリス-』（アイリス、ハングル:아이리스）は、2009年10月14日から12月17日に韓国のKBSにて放送された、イ・ビョンホン主演のテレビドラマ（韓国ドラマ）である。オリジナルは1話70分で、全20話放送。

## 概要

### 韓国での放送
韓国での初回視聴率は24.5%、平均視聴率は30%を超え、最終回視聴率39.9%・最高瞬間視聴率50.2%を記録した。制作費は200億ウォン（約15億円）で、日本やハンガリーなどで長期海外ロケをしている。
オリジナル第17話での光化門での銃撃戦は、ソウル市の全面協力で光化門広場一帯を12時間統制して進行された。映画やドラマを通して、初めて光化門広場での撮影が許可された。
韓国では2010年秋よりスピンオフ「アテナ：戦争の女神」の放送が決定しており、主要キャストにチョン・ウソン、チャ・スンウォン、スエ、イ・ジアらの出演が発表されている。

### 日本での放送
日本では2010年（平成22年）に3月6日から7月までTBSチャンネルにて先行放送され、4月21日から9月1日までTBS系列の『水曜劇場』枠で放送された。9月7日よりBSデジタル放送のBS-TBSで放送。地上波の放送は夜9時からのゴールデンタイムであり、韓国ドラマがゴールデンタイムに放送されたはじめてのケースとなった。
放送開始前後にはTBSのある赤坂一帯がアイリスのポスターで埋め尽くされ、渋谷や東京テレポート駅でもプロモーションが展開される、事前に複数回のプロモーション特番が放映されるなど局全体として大きな期待をかけられたドラマであった。
初回はスペシャル構成となり2話分が放送され、視聴率は10.1%。水曜劇場枠では『浅見光彦〜最終章〜』以来2作品ぶりの二桁スタートになった。韓国ドラマとしては好スタートを切ったと一部の韓国のマスコミなどで楽観的な評価もあったが、第2回（第3話）以降は6 - 7%程度の一桁が定着し苦戦。
TBSには「70分のドラマを45分に短縮したせいでストーリーが追いにくい」というクレームが入ったというが、実際には細かなカットを積み重ねているだけでストーリーに大きな影響はなく、「たとえば脱出シーンが描かれておらずシーンが連続していないのは文化の差」 との認識を示した。
その一方でTBSは視聴率挽回のために韓流好き芸能人を活用した口コミや、放送当日の昼に先週の再放送を流す、プレゼントキャンペーンを行う などのてこ入れ策を行ったがほとんど効果はなく、6月に入ってからはテレビ東京の水曜シアター9にも抜かれて時間帯最下位を争うようになった。第17回（8月25日）では6.0%と最低を更新し、最終回は初回と同様に2話分が放送された。全18回の平均視聴率は7.1%だった。なお、アイリスの放送終了をもって『水曜劇場』枠は廃止され、ドラマ枠は『渡る世間は鬼ばかり』（最終シリーズ）を後番組として木曜21時枠へと再移動した。10月以降のこの時間帯は毎日放送（MBS）制作のバラエティ番組へと編成が大きく変わった。
また、本作品は韓国ドラマであるが、TBSは放映権購入を前提に制作費の一部出資や意見交換を行うなどして本作の制作に深く関わっており、制作委員会のメンバーとして名も連ねている。ただ、第1回放送後に同作の権利を保持すると主張する韓国の会社が、東京地裁へ放送中止の仮処分を申請した。

## あらすじ
特殊部隊の隊員・キム・ヒョンジュンは、軍部の命令で大学院へ通う最中、偶然出会った女性・チェ・スンヒに一目惚れする。一方、ヒョンジュンの親友・チン・サウも地元の先輩からの紹介でスンヒと知り合い、彼女に一目惚れしてしまう。
ある日、ヒョンジュンとサウは謎の男達に突如連行され、過酷なテストを受けることになるが、共に無事合格し、国家安全局（NSS）の要員として働くことになるのだが…。
しばらく経って、ある任務がきっかけでペク・サンの裏切りによりヒョンジュンとサウが敵対し、サウは「アイリス」という秘密結社に入る。さらにはスンヒもアイリスに関係することになり、ヒョンジュンは「アイリス」の実体解明と陰謀を暴くこと、裏切り者サンへの復讐を誓う。

## 登場人物

### 大韓民国国家安全局
通称NSS(National Security Service)。非公式な情報機関で、本来はアメリカにも隠れて核兵器開発をするための機関だったが、主に国家の安全と情報の収集、要人暗殺などを任務とする。最高責任者は副局長であるペク・サン。局長は国家情報院（NIS）院長が兼任、公式機関となった後の局長にはペク・サンが就任した。

#### テロ対策チーム
キム・ヒョンジュン（金賢俊）
イ・ビョンホン（李炳憲） - （声：藤原竜也） / 幼少時：オ・ウンチャン（呉恩燦） - （声：高垣彩陽）
本作の主人公。テロ対策チーム要員で、コードネームTK1。特殊部隊・陸軍特殊戦司令部第707特殊任務大隊の中士（軍曹）よりNSSにスカウトされた。両親は科学者だが、7歳の頃に事故で失い、その影響で以前の記憶を失う。孤児になってからは、聖堂で育つ。特技はあらゆる物を見ただけで覚える瞬間記憶術。軍部の命令で、大学院に向かう最中に偶然出会ったスンヒと運命的な出会いを果たす。
ハンガリーにおける北朝鮮の要人暗殺任務後にペク・サンや親友でもある同僚・サウの裏切りに遭い、スパイ容疑を掛けられた上、追い打ちを掛けるように、自身を助けるために駆けつけたスンヒの死を目の当たりにする（実際は無事）。その後、NSSからは存在そのものを抹消され、北からも祖国からも追われる身となったヒョンジュンは、ペク・サンと祖国に復讐を誓い、パク・チョリョン率いる北のテロ組織に合流する。しかし、「ドクター」を名乗る謎の人物と知り合ったことにより、秘密結社『アイリス』の存在を知る。また、仇敵であるペク・サンとサウがアイリスのメンバーである事実を知ったことから、同時期にヨン・ギフンに離反したチョリョンやソンファに足並みを揃える形で、当初の目的であった復讐は「打倒・アイリス」へと変貌してゆく。
この事実を知ったチョ・ミンホ大統領の支援もあり、ソンファらと共に光化門での核テロを阻止する。その後、大統領の恩赦により、これまでの「反逆行為」も免罪され、NSSに復帰を果たした。
チェ・スンヒ（崔勝熙）
キム・テヒ（金泰熙） - （声：黒木メイサ）
本作のヒロイン。チーム長で、コードネームTA1。プロファイリングの専門家。元韓国中央情報部員だったNSS創設者の娘。父はその後大統領暗殺容疑で処刑され（実はこれは表向きで、本当は『アイリス』のボス、ブラックとして生きているといわれる）、不遇の時代を過ごしている際にペク・サンの援助を受けた。才色兼備で、ヒョンジュンとサウを魅了する。温和な雰囲気だが、芯は強い。
ハンガリーでの任務終了後も戻らないヒョンジュンの身を案じ、彼の元へ駆けつけるも、車の爆発により離れ離れになる。その後、ヒョンジュンが逃亡に使用した軽飛行機が墜落し、彼が死亡した旨を知り（実際は生存）、その事実を受け入れられず、NSSを一時休職する。
パク・サンヒョン（朴尚賢）
ユン・ジェムン（尹帝文） - （声：てらそままさき）
室長。サウの地元の先輩で、NSSにスカウトする為、正体を隠してサウに近付いた。次第にペク・サンとサウの動向に疑念を抱くようになり、スンヒらと共にNSS内の“内通者”を秘密調査する。だが、それがペク・サン側に発覚してしまい、反逆罪で逮捕されたが、ペク・サンとサウの陰謀が明らかになり釈放され、復帰した。
オ・ヒョンギュ（呉賢圭）
ユン・ジュサン（尹柱相） - （声：河原さぶ）
科学捜査室室長。メンバーの良き理解者。趣味は昼寝と株式投資。遺体安置台を昼寝に愛用している。
ファン・テソン（黃太星）
キム・デジン - （声：三上真史）
要員。特技は、位置追跡装置の開発。
ヤン・ジョンイン（楊貞茵）
キム・ヘジン（金慧進） - （声：大路恵美）
資料室室長。スンヒと仲がいい。
オ・ソンシク
キル・グムソン - （声：平野貴大）
ペク・サンの腹心。

#### 大統領政府（青瓦台）
チョ・ミョンホ（趙明浩）
イ・ジョンギル（李政吉） - （声：田中秀幸）
大韓民国大統領。候補者時代にヒョンジュンとサウに助けられたことで、国情院が自分にも秘密にしていたNSSの存在を知る。韓国主導の南北統一を目指す。ヒョンジュンからアイリスとペク・サンの正体を知らされ、彼らに全面協力、恩赦によってヒョンジュンをNSSへ復帰させた。
チョン・ヒョンジュン（鄭亨俊）
チョン・ハニョン（鄭漢溶）
大韓民国大統領室秘書室長。広報企画官のホン・スジンとペク・サンが内通している事実を早くから掴み、重要な会議から彼女を外す措置をとっていた。そのことが災いし、ビックとスジンにより車を爆破され、殺害された。
クォン・オヒョン
チョン・ジョンジュン
政務主席秘書官。
ユ・ガンオ
パク・ヨンギ
外交安保首席秘書官。逮捕されたペク・サンの後任として、NSSの局長に就任。だが、堅物な性格のため、メンバーからはあまり好かれていない。

#### 内通者および容疑者
チン・サウ（陳思宇）
チョン・ジュノ（鄭俊鎬） - （声：城田優）
テロ対策チーム要員で、コードネームTK2。陸軍特殊戦司令部第707特殊任務大隊の中士（軍曹）より地元の先輩であるサンヒョンによりスカウトされた。ヒョンジュンとは、特任隊の頃からの親友。サンヒョンからの紹介で知り合ったスンヒに一目惚れするが、ヒョンジュンとの友情も考え、あえて想いを表に出さない。
ペク・サンの命令で、ハンガリーでヒョンジュンに銃口を向けて以降は、実質的にアイリスのメンバーとして暗躍する。その後、ペク・サンと共に逮捕されるが、護送中、仲間の手によって脱走し、正式にアイリスの幹部となる。しかし、首長のブラックに裏切られ、武装軍団により射殺された。
ペク・サン（白山）
キム・ヨンチョル（金永哲） - （声：松方弘樹）
以前は副局長で、ハンガリー事件後に局長に就任。NSSのために長年に渡って人生を捧げてきたが、実はアイリスのメンバーで、ヒョンジュンが入手したアイリスのリストに名前が記されていた。さらにヒョンジュンの両親を殺害した張本人でもあったが、ヒョンジュンに追い詰められ銃弾を受け負傷し逮捕された。アイリスの首長・ブラックの正体を知る数少ない人物でもある。
ヤン・ミジョン（楊美靜）
チュニ（朱妮） - （声：高垣彩陽）
テロ対策チーム要員であり、コンピュータプログラマー。ハッキングの腕は韓国一を誇り、ネットワークの技能も高く、世界各国の情報を瞬時に集められる。クラブで偶然知り合ったビックに心を奪われ、彼の口車に乗せられ情報をハッキングするなどしていたが、散々利用された末にビックの手で絞殺された。
ホン・スジン（洪秀真）
ミョン・ジヨン（明志妍） - （永木貴依子）
韓国政府広報企画官として潜入。自身に疑いの目を向けていたチョン室長を暗殺し、更に大統領が一人きりになった段階で暗殺しようとしたがヒョンジュンにより阻止され射殺された。

### 朝鮮民主主義人民共和国（北朝鮮）
韓国での一般的呼称はプッカン（北韓）、自称は共和国。

#### 護衛部
パク・チョリョン（朴哲榮）
キム・スンウ（金勝友） - （声：中村秀利）
チーム長で、朝鮮人民軍陸軍大尉。ヨーロッパへの留学経験があり、多国語が話せる。南北統一のためなら命も惜しまないほどが、本来は穏健派で、次第にヨン・ギフンに異を唱え始める。ソンファには単なる部下としてだけではなく、時には兄のように接し、常に彼女を気遣っている。
当初は、自身の組織に入ったヒョンジュンを訝しがっていたが、「打倒・アイリス」という目的で共闘するうちに信頼関係も生まれている。
キム・ソンファ（金善華）
キム・ソヨン（金素妍） - （声：南沢奈央）
工作員。上司のチョリョンの命令には絶対服従する。ハンガリー事件における護衛失敗により、投獄されていたが、復帰後はヒョンジュン追跡の命を受け彼を追うも、秋田でヒョンジュンに命を救われて彼に好意を持ち、アイリスの実体解明と陰謀を暴く目的で協力するようになる。

#### テロリストおよび容疑者
ヨン・ギフン（延基勲）
チェ・ジョンファン（崔鐘奐）-（上田燿司）
朝鮮労働党中央委員会委員で、朝鮮人民軍陸軍次帥（元帥の下大将の上）。南北会談準備団の責任者で、後に暗殺されたソンチョルに代わり、次期最高人民委員長となった。実はアイリスと内通しており、南で核テロを起こし、それをきっかけにした北でのクーデターを画策する。青瓦台の指示で連行されたが、口封じのためビックにより射殺された。
カン・ドチョル（姜圖哲）
チャン・ドンジク（張東直） - （声：石垣佑磨）
韓国へ派遣（南派）されたテロ工作犯のリーダーで、通称キャップ。実はチョリョンには従わず、ヨン・ギフンからの命令にのみ従っている。光化門の銃撃戦で、祖国を讃えながら死亡した。
キム・ヒョンソク
キム・ミンチャン
テロ工作犯メンバーで、有能なハッカー。ヒョンジュンやソンファとは打ち解けていたが、最終的にはドチョルに従い、光化門の戦闘で他のメンバーらと共に死亡。
ペク・ギョンファ
イ・オンジョン（李言廷）
テロ工作犯メンバー。
オ・グァンス
ヨ・ホミン（余鎬民）
テロ工作犯メンバー。

#### その他
ユン・ソンチョル（尹成哲）
イ・ソック（李錫九）
最高人民委員長。ハンガリーでヒョンジュンによって暗殺された。
パク・チュングォン
パク・スヒョン
チョリョンの部下で、国家安全保衛部要員。朝鮮人民軍陸軍上級兵士（兵長）。
ホン・スンリョン（洪丞龍）
チョ・ウォニ（趙源煕）- （増谷康紀）
核物理学者で、韓国に亡命を試みる。ある情報が記録されたUSBメモリ入りの十字架型ネックレスをヒョンジュンに託す。
チョ・ジファン
？？？

### 秘密結社アイリス（闇組織）
ブラック
ヤン・ユノ（梁允豪）監督、照明監督　声は非公開の声優
秘密結社アイリスの最高首長。出演は声のみ、姿は聖堂内で一度見せたのみ。その正体は一切不明。
ビック
T.O.P（BIGBANG） - （声：魔裟斗）
組織からの命令で、ヒョンジュンを執拗に追う。最先端の武器で武装し、残酷非道、徹底的な合理主義者。任務遂行の為なら、どんな手段も選ばない。クラブで偶然を装いミジョンに近づき、時には男の弱さを見せながら彼女を魅了し、NSSの機密情報を入手させた後に殺害した。チョン室長を爆殺後、ヒョンジュンとソンファに尾行され、追い詰められる。ゆきを殺され怒りに震えるヒョンジュンにサウらの居場所を吐かせる目的で激しい暴行を受けるも、最後まで口を割らず、隙を見てヒョンジュンを撃とうとしたものの、逆に射殺された。
傭兵
- アイリス所属、傭兵のリーダー：リュ・スンニョン
- アイリス所属の外国人元アメリカ陸軍デルタフォース、現民間軍事会社社員：デヴィッド・リー・マキニス
- アイリス傭兵、軍事教官：イ・ジョンヨン
- アイリス傭兵：ソン・ジョンミン

### その他の登場人物
ユ・ジョンフン（兪政勲）
キム・ガプス（金甲洙）
通称ドクター。長年に亘りアイリスと対抗してきた人物。その昔、アイリスに暗殺されかけ一命を取り留めるも、寝たきりの状態になる。現在も命を狙われているため、身を隠しながら、アイリスに対抗しうる勢力を待望し、自身も“声の主”として、ペク・サンの捨て駒にされたヒョンジュンをたびたび支援していた。ヒョンジュンの両親とは旧知の間柄で、彼に両親の死の真相を伝える。後にペク・サンとサウによって射殺された。
佐藤エリカ
笛木優子
内閣情報調査室国際部部員。日本で不審な動きをするヒョンジュンを捕え、身柄を解放する代わりにある取引をする。
ゆき
美山加恋
ヒョンジュンとスンヒが秋田で出会った小学生の少女で、ヒョンジュンに一目惚れする。実家の旅館を手伝っている。ヒョンジュンから十字架型ネックレスをプレゼントされるが、それが元でビックに両親を殺害された上に誘拐される。その後、ヒョンジュンによって救出されるが、逃走中のビックの執拗なカーチェイスの末、銃撃を受けて死亡した。
山本孝
白竜
日本人テロリスト。次期大統領候補だったチョ・ミョンホの暗殺を企てるも、ヒョンジュンとサウに阻止された。
伊藤雅之
？？？
日本の政党・社会正義党所属の政治家で、裏社会と深いつながりがある。身柄の解放を条件に命令を受けたヒョンジュンに暗殺された。
チョン（鄭）大尉（第1話）
チョ・ハンチョル - （声：ムーディ勝山）
ヒョンジュンとサウの特任隊時代の上官。
シン・ユソプ（第1話）
チェ・ジョンニュル
大学院でアメリカ合衆国の政治と外交のクラスを担当する教授。

## スタッフ

### オリジナル版
- 製作：TAEWON ENTERTAINMENT Co.Ltd
- 共同制作：H-Plus Communication
- 演出：キム・ギュテ、ヤン・ユノ
- 脚本：キム・ヒョンジュン、チョ・ギュウォン、キム・ジェウン

### 日本語吹替版
- 製作委員会メンバー：TBS、ポニーキャニオン、毎日放送、朝日新聞社
- キャスティング協力：植田博樹
- プロデューサー：吉野有子、熊谷信也
- 翻訳：西ヶ原字幕社
- 音響演出：春日一伸
- 映像演出：柳澤美枝
- 音楽コーディネイター：溝口大悟
- 技術協力：プロセンスタジオ
- 製作協力：ポニーキャニオンエンタープライズ
- ナレーション：増谷康紀

### 音楽
- 主題歌：「Tell Me Goodbye」 BIGBANG

## 日本のロケ地

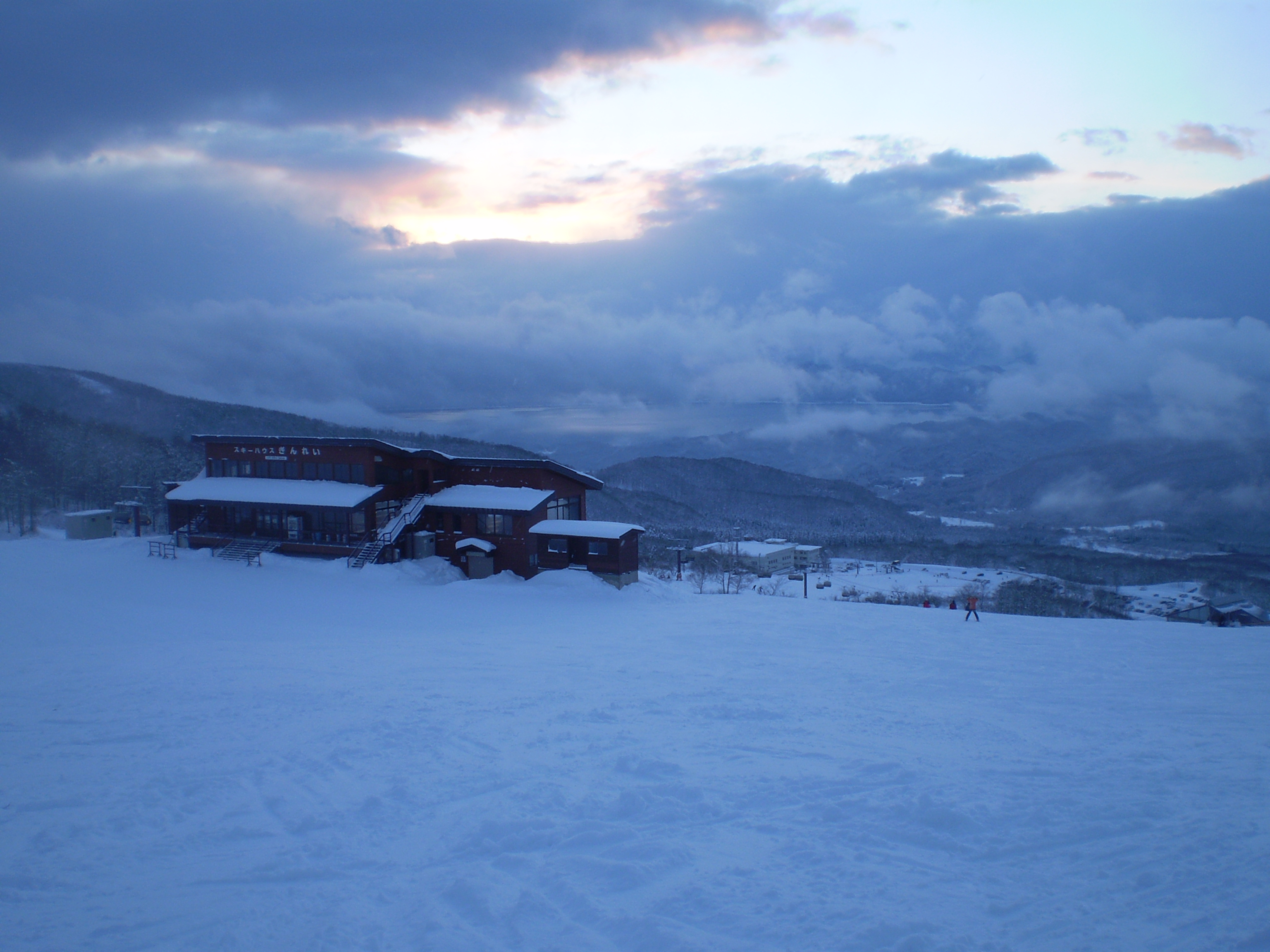
この作品のロケ地となった
たざわ湖スキー場
（秋田県仙北市）

日本では2009年（平成21年）3月に3週間ほど秋田県でロケが行われ、本編でも秋田県が重要な舞台の1つとして登場した。同年10月から韓国でドラマが放送されると、ロケ地巡りをする観光客が韓国から秋田県に訪れ、秋田-ソウル・仁川便は11月から座席数の多い機種に変更され、12月に過去最高の乗客数となった（その後、2010年1月にさらに記録更新して過去最高となった）。そのため、世界金融危機におけるリーマン・ショック以降の景気低迷や円高ウォン安による利用客減により2010年（平成22年）3月28日で運航休止の予定だった同便は、同年10月30日まで継続が決まった。
2010年（平成22年）2月2日には、主役のイと恋人役のキムがドラマの中でスキーをした、たざわ湖スキー場（仙北市）のゲレンデの一つが「IRISゲレンデ」と名付けられた。

## 放送期間

### 韓国
KBS第2テレビで、2009年10月から12月に毎週水・木曜日の21:55から、週2話放送された。放送期間は日本のドラマでも一般的な1クール（3ヶ月）ではあったが、前記のとおり週2話であったため、全20話放送された。
平均視聴率は初回の24.5%から徐々に上昇していき、第7話以降は毎回30%以上をキープするようになった。最終話では平均視聴率39.9%を記録している。
放送当時、KBSで放送された70分バージョンの他に、新たに追加編集しケーブルテレビOCNで放送されたバージョン、ネット配信や土曜日の再放送など、多角的に放送された。

### 日本
|      | 放送日  | 関東地区 視聴率 |
| ---- | ------- | --------------- |
| 1    | 4月21日 | 10.1%           |
| 2    | 4月28日 | 8.8%            |
| 3    | 5月5日  | 7.5%            |
| 4    | 5月12日 | 7.9%            |
| 5    | 5月19日 | 7.4%            |
| 6    | 5月26日 | 7.9%            |
| 7    | 6月2日  | 6.2%            |
| 8    | 6月9日  | 6.3%            |
| 9    | 6月23日 | 6.3%            |
| 10   | 7月7日  | 6.8%            |
| 11   | 7月14日 | 7.0%            |
| 12   | 7月21日 | 7.1%            |
| 13   | 7月28日 | 7.0%            |
| 14   | 8月4日  | 6.1%            |
| 15   | 8月11日 | 6.4%            |
| 16   | 8月18日 | 6.7%            |
| 17   | 8月25日 | 6.0%            |
| 18   | 9月1日  | 7.0%            |
| 平均 |         | 7.1%            |

TBSチャンネル（CS放送等）
日本語字幕版、一部カット、2010年3月6日 - 7月（初回放送の場合）
- 毎週土曜日 23:00 - 24:00 （初回）
- 毎週金曜日 10:50 - 11:50 （再放送）
- 毎週金曜日 19:50 - 20:50 （再放送）
- 毎週土曜日 22:00 - 23:00 （再放送）

地上波
日本では、各地のTBS系列『水曜劇場』枠（21:00 - 21:54）で、2010年4月21日から9月1日にかけて日本語吹き替え版（副音声はオリジナルの朝鮮語、デジタル放送はデュアルステレオ、クローズドキャプションの字幕放送あり）が放送。初回は2時間スペシャルとして2話連続で放送された。また、最終話も2時間スペシャルとして2話連続で放送された。そのため放送回数は18回である。
なお、ロケ地となった秋田県にはTBS系列局が無いことから、日本テレビ系列の秋田放送（ABS）が、3日遅れの同年4月24日から同年9月18日まで、毎週土曜日の16:00に、「ABSテレビ放送開始50周年記念韓流アワー「アイリス」」と題して、TBS『水曜劇場』で放送される内容を遅れネットで放送した（音声、字幕は同様）。
番組冒頭において「デジタル放送の視聴者は副音声で朝鮮語を、字幕の切り替えで字幕放送を実施している」旨のテロップが表示される。デジタル放送のみのサービスであるかのように表現されているが（TBSの公式サイトにも「地上デジタル放送のみ」と表記されている）、実際には副音声・字幕放送は両方アナログ放送でも実施されている。
BS-TBS
2010年9月7日より地上デジタル放送版にほぼ準拠した日本語吹き替え版が放送される（ただし、第1話と最終話はそれぞれ前編/後編に分割されて放送）。
- 毎週火曜日 21:00 - 21:54

2011年9月15日より、日本語吹き替え版が再放送される。
- 月曜日〜金曜日 17:00 - 17:54

2014年8月7日より、日本語字幕ノーカット版が放送される。
- 月曜日〜金曜日 7:00 - 7:54

TBSオンデマンド
地上波放送後に見逃し配信中

## 映画版
キャスト・スタッフはそのままで、テレビドラマ版では明かされなかった部分が明らかになり、また新たなストーリー展開もある。
日本公開は2011年1月8日。